# دیگو پروتی
دیگو پروتی (اسپانیایی: Diego Perotti‎؛ زادهٔ ۲۶ ژوئیهٔ ۱۹۸۸) بازیکن فوتبال اهل آرژانتین است.
از باشگاه‌هایی که در آن بازی کرده‌است می‌توان به سویا، بوکا جونیورز، جنوا و رم اشاره کرد.
وی همچنین ۵ بازی در تیم ملی فوتبال آرژانتین انجام داده‌است.

## افتخارات

### باشگاهی
سویا
- کوپا دل ری: ۱۰–۲۰۰۹
- لیگ اروپا: ۱۴–۲۰۱۳
- سوپر جام فوتبال اسپانیا: نایب قهرمان ۲۰۱۰